# Люманда (волость)
Лю́манда (ест. Lümanda vald) — волость в Естонії, одиниця самоврядування в повіті Сааремаа до 12 грудня 2014 року.

## Географічні дані
Площа волості — 199,49 км2, чисельність населення на 1 січня 2014 року становила 786 осіб.

## Населені пункти
Адміністративний центр — село Люманда.
На території волості розташовувалися 25 сіл (küla):
Атла (Atla), Аустла (Austla), Вагва (Vahva), Вана-Лагетаґузе (Vana-Lahetaguse), Варпе (Varpe), Війду (Viidu), Гіммісте (Himmiste), Ееріксааре (Eeriksaare), Йиґела (Jõgela), Карала (Karala), Кіпі (Kipi), Коймла (Koimla), Кокі (Koki), Коові (Koovi), Котланді (Kotlandi), Кууснимме (Kuusnõmme), Кярду (Kärdu), Леедрі (Leedri), Люманда-Куллі (Lümanda-Kulli), Люманда (Lümanda), Метсапере (Metsapere), Мийзакюла (Mõisaküla), Пиллукюла (Põlluküla), Ріксу (Riksu), Таріту (Taritu).

## Історія
17 серпня 1993 року волость Люманда отримала статус самоврядування.
12 грудня 2014 року утворене нове сільське самоврядування Ляене-Сааре шляхом об'єднання волостей Люманда, Каарма та Кярла. Волость Люманда вилучена з «Переліку адміністративних одиниць на території Естонії».

## Природа
На території, що займала волость, лежить озеро Лахуксі-Ярв.